# Князевський
Князевський (рос. Князевский) — селище у Чулимському районі Новосибірської області Російської Федерації.
Входить до складу муніципального утворення Серебрянська сільрада. Населення становить 130 осіб (2010).

## Історія
Згідно із законом від 2 червня 2004 року органом місцевого самоврядування є Серебрянська сільрада.

## Населення
| 2002 | 2007 | 2010 |
| ---- | ---- | ---- |
| 141  | ↘130 | →130 |